# ابن هلال جزایری
ابوالحسن علی بن هلال جزائری، مشهور به شیخ‌الاسلام (درگذشته ۹۳۷ قمری در نجف در ۷۰ سالگی)، جامع منقول و معقول، شاگرد ابن فهد حلی و استاد روایت علی بن عبدالعالی میسی کرکی بوده و در عصر خودش شیخ‌الاسلام و رئیس شیعه بوده است. محقق کرکی و ابن ابی جمهور احسائی از شاگردان اویند. «الدر الفرید فی التوحید» اثر مشهور او در کلام است.